# Bernabò Visconti
Bernabò Visconti (n. 1323, Milano, Signoria Milano⁠(d) – d. 19 decembrie 1385, Trezzo sull'Adda, Lombardia, Italia) aparținând familiei Visconti a fost al doilea fiu al lui Stefano Visconti. Orașul Milano i-a fost atribuit atunci când stăpânirea familiei a fost împărțită după moartea arhiepiscopului de Milano, Giovanni Visconti, în 1354. 

## Biografie
Bernabò s-a născut în 1321 sau 1323 la mănăstirea Santa Margherita din Milano, fiind al treilea fiu al lui Stefano și Valentina Doria. El a fost botezat după bunicul matern, Bernabò Doria, fiul lui Branca Doria. Informațiile referitoare la copilăria lui sunt puține. Bernabò a început devreme studiul dreptului canonic pentru a urma o carieră ecleziastică. În 1340, împreună cu frații săi Matteo și Galeazzo, s-a alăturat conspirației lui Francesco Pusterla îndreptată împotriva unchiului său, Luchino Visconti, pe atunci stăpân al orașului Milano. Conspirația a fost zădărnicită datorită denunțului făcut de Ramengo da Casate și Pusterla a fost înlăturat, însă Luchino nu a găsit nicio dovadă împotriva nepoților săi. În a doua jumătate a anului 1347 o nouă conspirație împotriva lui Luchino a fost plătită de această dată cu exilul fiilor lui Stefano. Bernabò s-a retras întâi în Savoia, apoi în Flandra, ajungând în cele din urmă ca oaspete la curtea lui Filip al VI-lea al Franței în 1348. În timpul exilului este posibil să fi însoțit armata regelui Franței în unele bătălii. În ianuarie 1349 papa Clement al VI-lea i-a excomunicat pe Bernabò și pe fratele său Galeazzo, ca urmare a instigării lui Luchino.
Bernabò s-a întors la Milano în 1349 împreună cu alți frați, după moartea lui Luchino, rechemat de unchiul său Giovanni, arhiepiscop și stăpân în Milano. Giovanni îl exilase de fapt la Genova atât pe fiul său Luchino Novello, cât și pe fiii săi nelegitimi Brizio, Borso și Forestino. Potrivit istoricului Bernardino Corio (1459–1519) această decizie a fost motivată de convingerea lui Giovanni că Luchino Novello era de fapt un copil nelegitim, rezultatul relației dintre Galeazzo al II-lea și Isabella Fieschi, soția lui Luchino. De altfel, cu trei ani mai devreme, Luchino îi exilase pe cei trei copii ai lui Stefano și pentru că bănuia sau avea dovezi despre o aventură dintre soția sa și nepotul său. Giovanni, care nu avea copii legitimi, a obținut un act oficial de la consiliul general datorită căruia cei trei vor fi recunoscuți ca domni legitimi ai orașului Milano după moartea sa.

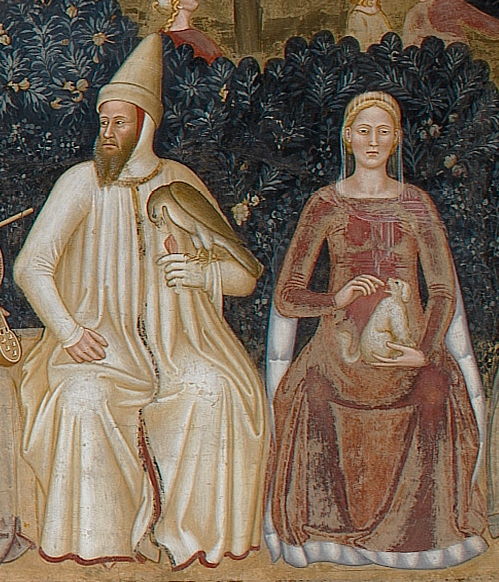
Bernabò Visconti și soția sa Beatrice Regina della Scala (detaliu frescă de Andrea di Bonaiuto, Cappella Spagnuolo, Santa Maria Novella, Florența)

Bernabò Visconti a fost implicat constant în războaie. El a luptat împotriva papei Inocențiu al VI-lea (1352–1362) și a papei Urban al V-lea (1362–1370). Cel din urmă chiar a cerut organizarea unei cruciade împotriva lui Bernabò. De asemenea, Bernabò a luptat împotriva împăratului Carol al IV-lea (1346–1378) care îi retrăsese feudele imperiale. După moartea fratelui său, Galeazzo al II-lea Visconti, a preluat conducerea posesiunilor familiei împreună cu fiul acestuia, Gian Galeazzo Visconti, care îi era și ginere. Bernabò a murit în 1385, probabil otrăvit, după ce tânărul său nepot preluase total puterea în același an.  
Bernabò s-a căsătorit în 1350 la Verona cu Beatrice Regina della Scala (1331 –1384), fiica lui Mastino al II-lea della Scala, această căsătorie fiind stabilită încă din 1345.
Bernabò Visconti a avut 15 copii legitimi și 10 copii nelegitimi. Căsătoriile pe care le-a negociat pentru ei demonstrează puterea pe care o reprezenta familia Visconti în Regatul Italiei la acea vreme. Trei duci din Casa de Wittelsbach, un duce din Casa de Habsburg și un conte de Württemberg s-au căsătorit cu fiice ale lui Bernabò. Aceste fiice sunt în mare parte responsabile pentru răspândirea Renașterii în teritoriile germane. Bernabò Visconti și-a căsătorit fiicele nelegitime cu condotieri puternici, de exemplu în 1377 fiica sa, Donnina, s-a căsătorit cu John Hawkwood, un condotier italian de origine engleză.

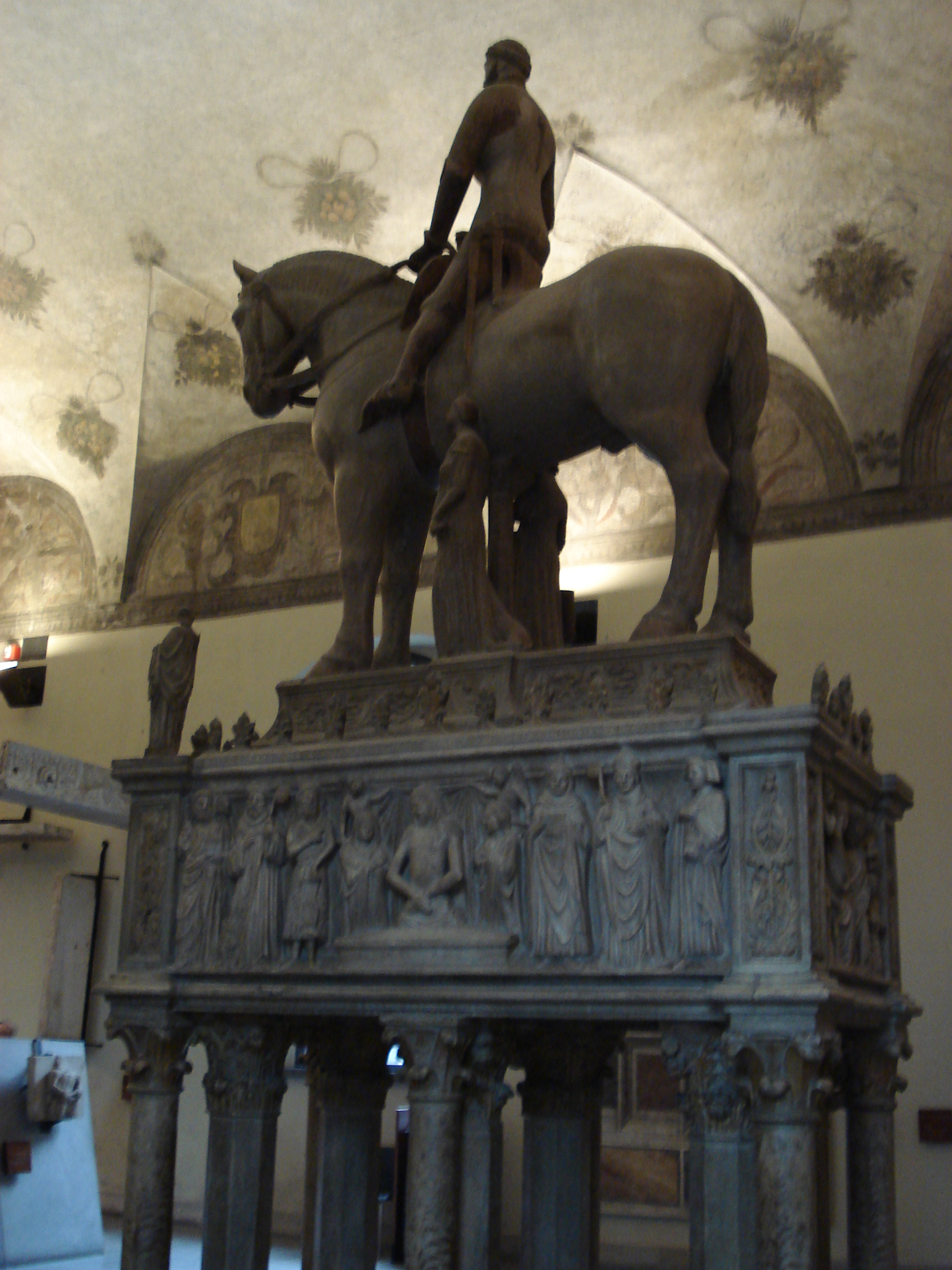
Monumentul funerar al lui Bernabò Visconti în Castelul Sforza din Milano (creat de Bonino da Campione)

Istoricul Jacob Burckhardt l-a descris pe Bernabò Visconti în „Cultura Renașterii în Italia” astfel: „În Bernabò poate fi recunoscută o clară asemănare a familiei sale cu cei mai groaznici împărați romani”. 
Bernabò, al cărui despotism și taxe i-au înfuriat pe locuitorii orașului Milano, a fost destituit de nepotul său Gian Galeazzo Visconti în 1385. Închis în castelul Trezzo, el a murit pe 19 decembrie în același an, probabil otrăvit.
Bernabò a construit în 1377 cel mai mare pod cu un singur arc din lume la acea vreme, Podul Trezzo, cu o lungime de 72 m și o înălțime de 20 m.

## Descendenți
Din căsătoria lui Bernabò Visconti cu Beatrice Regina della Scala au rezultat cincisprezece copii, cinci fii și zece fiice:
- Taddea (1351 – 1381) căsătorită în 1367 cu Ștefan al III-lea, ducele Bavariei (c. 1337 – 1413); fiica lor a fost Isabeau de Bavaria, regina Franței (1370 – 1435);
- Viridis (1352 – 1414) căsătorită în 1365 cu Leopold al III-lea, duce al Austriei (1351–1386);
- Marco (1353 – 1382) căsătorit după 1367 cu Elisabeta de Bavaria;
- Ludovic (1355 – 1404) căsătorit în 1381 cu verișoara sa Violante (1354 – 1386), fiica lui Galeazzo al II-lea Visconti;
- Rudolf (1358 – 1389);
- Carlo (1359 – 1403) căsătorit în 1382 cu Beatrice d'Armagnac, fiică a contelui d'Armagnac;
- Caterina Visconti (c. 1360 – 1404) căsătorită în 1380 cu Gian Galeazzo Visconti (1351 – 1402), duce de Milano;
- Agnese (1363 – 1391) căsătorită cu Francisc I Gonzaga, margraf de Mantova (1363 – 1407);
- Valentina (1357 – 1393) căsătorită în 1378 cu Petru al II-lea, rege al Ciprului (d. 1382);
- Antonia (1360 – 1405) căsătorită în 1380 cu Eberhard al III-lea, conte de Württemberg (1364 – 1417);
- Magdalena (1366 – 1404) căsătorită în 1381 cu Frederic, duce al Bavariei (c. 1339 – 1393);
- Gianmastino (1370 – 1405) căsătorit în 1385 cu Cleofe della Scala, fiica lui Antonio della Scala, stăpânul orașului Verona;
- Lucia (c. 1372 – 1424) căsătorită cu Edmund al IV-lea, conte de Kent (d. 1407) (din familia nobiliară engleză Olanda);
- Elisabeta (1374 – 1432) căsătorită în 1396 cu Ernest, duce de Bavaria-München (1373 – 1438);
- Anglesia (1377 – 1439) căsătorită cu Janus, regele Ciprului (vărul regelui Petru al II-lea al Ciprului).

Copiii nelegitimi ai lui Bernabò Visconti au fost:
- cu Montanina de Lazzari:
- Sagramoro (d.1385)

- Donnina (d. 1406) căsătorită cu condotierul John Hawkwood (numit în italiană Giovanni Acuto, d. 1394) cu care a avut trei fiice.

- cu contesa Donnina del Porri (copii legitimați după moartea soției sale în 1384:
- Palamede (d. 1402);
- Lancillotto (d. 1441);
- Sovrana (Soprana, n. 1383) căsătorită cu Giovanni de Prato;
- Ginevra (1385 – 1438) căsătorită cu Leonardo Malaspina (d. 1441) cu care a avut o fiică, Argentina;
- Damigella.

Din alte relații:
- cu Beltramola Grassi:
- Ambrogio (1343 - ucis în luptă la Caprino Bergamasco pe 17 august 1373), condotier și guvernator al Paviei;
- Isotta (1370 – 1388) căsătorită în 1378 cu contele Lutz de Landau, condotier sub numele de Lucio Land (d. 1398);
- Astorre (1346 – 1413) căsătorit cu Margherita Infrascati
- Enrica (n.c. 1344) căsătorită cu Lotario Rusca (Rusconi) de Como, podestat al orașului Milano și consilier al ducelui de Milano, fiul lui Francesco Rusca, vicar imperial de Como;

- Isabella;
- Visina.[12]

- cu Catarina Freganeschi, fiica hangiului de la Osteria del Saraceno din Milano:
- Galeotto (n.c. 1360);
- Riccarda căsătorită în 1384 cu condotierul francez Bernardon de la Salle (d. 1391).

- cu curtezana Montanina de Lazzari:
- Sagramoro (d. 1385), stăpân al Brignano, căsătorit cu Achiletta Marliani;
- Donnina căsătorită cu condotierul John Hawkwood (Giovanni Acuto, d. 1394).

- cu Giovannola de Montebretto:
- Bernarda (1353 – 1376) căsătorită cu Giovanni Suardi;
- Valentina căsătorită cu Gaspare Visconti și apoi cu contele palatin Giovanni Aliprandi.[15]